# Університет Каліфорнії у Девісі
Університет Каліфорнії у Девісі (англ. University of California, Davis; скорочення UC Davis) — громадський дослідницький університет в США, один з 10 кампусів Університету Каліфорнії, та третій за розміром після UCLA та UC Berkeley. Розташовується біля каліфорнійського міста Девіс.